# Feldhockey-Europameisterschaft der Herren 2025

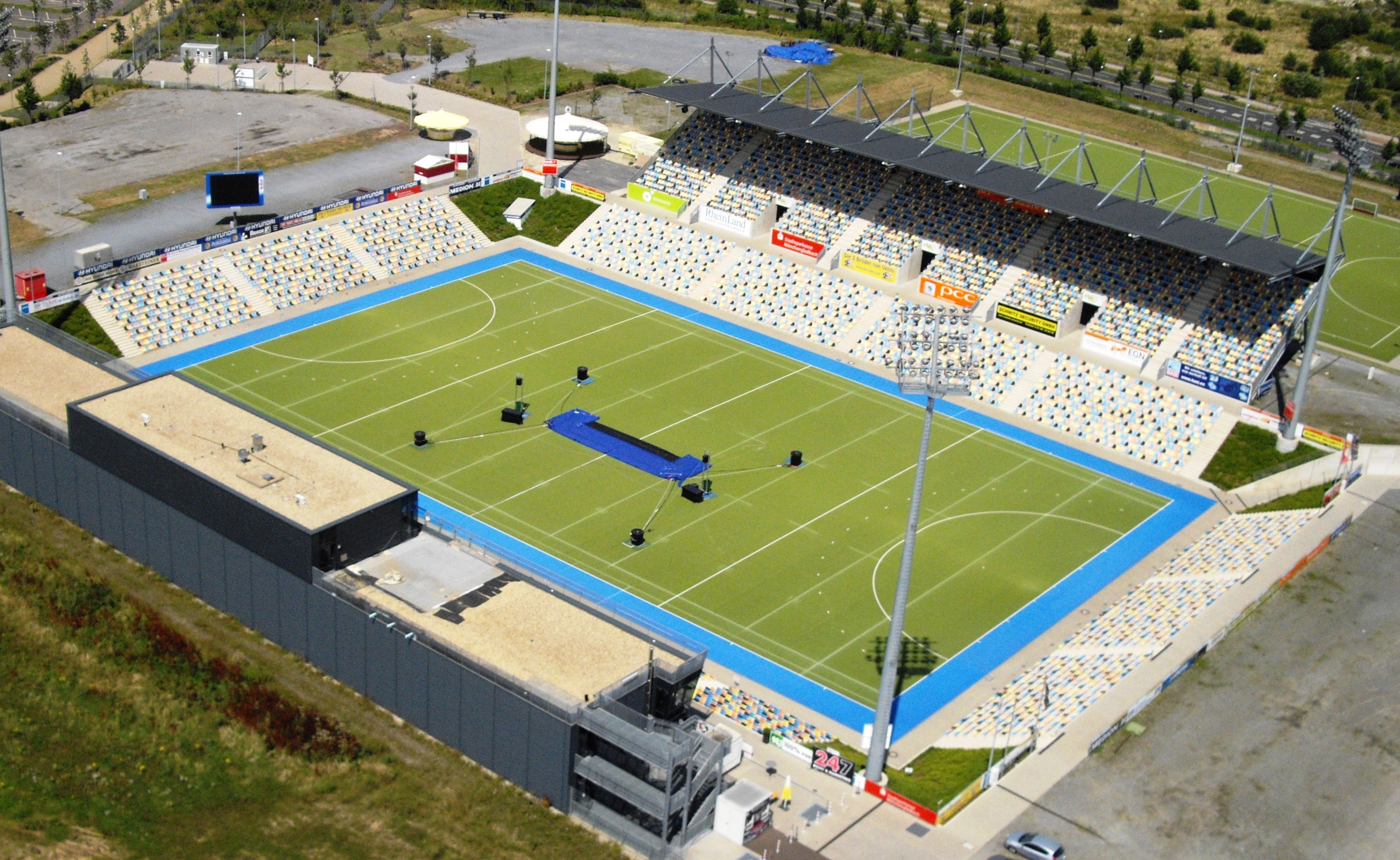
Hockeystadion Mönchengladbach

Die Feldhockey-Europameisterschaft der Herren 2025 ist die 20. Auflage der Feldhockey-Europameisterschaft. Sie fand vom 8. bis zum 17. August 2025 im Hockeypark Mönchengladbach gemeinsam mit der Europameisterschaft der Damen statt. Titelverteidiger waren die Niederlande, die es auch wieder ins Finale schafften und dort dann der Deutschen Hockeynationalmannschaft der Herren unterlagen. Deutschland wurde damit zum neunten Mal Hockey-Europameister.
Der Europameister 2025 ist für die Feldhockey-Weltmeisterschaft der Herren 2026 in Belgien und den Niederlanden qualifiziert.

## Teilnehmer
- Deutschland (Gastgeber)
- Niederlande (Titelverteidiger)

- Belgien
- England
- Frankreich
- Polen
- Spanien
- Österreich

## Vorrunde

### Gruppe A
| Rang | Land        | Spiele | S | U | N | Tore | Differenz | Punkte |
| ---- | ----------- | ------ | - | - | - | ---- | --------- | ------ |
| 1    | Niederlande | 3      | 3 | 0 | 0 | 12:3 | +10       | 9      |
| 2    | Spanien     | 3      | 2 | 0 | 1 | 12:4 | +8        | 6      |
| 3    | Belgien     | 3      | 1 | 0 | 2 | 13:7 | +6        | 3      |
| 4    | Österreich  | 3      | 0 | 0 | 3 | 1:25 | −24       | 0      |

Legende: qualifiziert für die Finalspiele, Teilnahme an der Abstiegsrunde

### Gruppe B
| Rang | Land        | Spiele | S | U | N | Tore | Differenz | Punkte |
| ---- | ----------- | ------ | - | - | - | ---- | --------- | ------ |
| 1    | Deutschland | 3      | 2 | 1 | 0 | 14:3 | +11       | 7      |
| 2    | Frankreich  | 3      | 2 | 0 | 1 | 10:8 | +2        | 6      |
| 3    | England     | 3      | 1 | 1 | 1 | 8:4  | +4        | 4      |
| 4    | Polen       | 3      | 0 | 0 | 3 | 3:20 | −17       | 0      |

Legende: qualifiziert für die Finalspiele, Teilnahme an der Abstiegsrunde

## Abstiegsrunde
| Datum                 | Team 1     | Team 2     | Ergebnis  |
| --------------------- | ---------- | ---------- | --------- |
| 14. August 2025 12:30 | Österreich | Polen      | 0:1 (0:0) |
| 14. August 2025 14:45 | Belgien    | England    | 2:1 (1:1) |
| 16. August 2025 10:30 | Belgien    | Polen      | 7:1 (4:0) |
| 16. August 2025 12:45 | England    | Österreich | 7:0 (6:0) |

In die Wertung der Abstiegsrunde wird das Spiel der Vorrunde zwischen den beiden Mannschaften derselben Gruppe übernommen.
| Rang | Land       | Spiele | S | U | N | Tore | Differenz | Punkte |
| ---- | ---------- | ------ | - | - | - | ---- | --------- | ------ |
| 1    | Belgien    | 3      | 3 | 0 | 0 | 19:3 | +16       | 9      |
| 2    | England    | 3      | 2 | 0 | 1 | 13:2 | +11       | 6      |
| 3    | Polen      | 3      | 1 | 0 | 2 | 2:12 | −10       | 3      |
| 4    | Österreich | 3      | 0 | 0 | 3 | 1:18 | −17       | 0      |

Legende: Abstieg in die EuroHockey Championship II

## Finalrunde
|  | Halbfinale | Halbfinale  | Halbfinale |    |             | Finale           | Finale           | Finale           |
|  |            |             |            |    |             |                  |                  |                  |
|  | 17:00 Uhr  |             |            |    |             |                  |                  |                  |
|  | A1         | Niederlande | 3          |    |             |                  |                  |                  |
|  | B2         | Frankreich  | 1          |    |             | 18:00 Uhr        | 18:00 Uhr        | 18:00 Uhr        |
|  |            |             |            | A1 | Niederlande | 1 (1)            |                  |                  |
|  | 20:00 Uhr  | 20:00 Uhr   | 20:00 Uhr  |    | B1          | Deutschland      | 1 (4)            |                  |
|  | B1         | Deutschland | 4          |    |             |                  |                  |                  |
|  | A2         | Spanien     | 1          |    |             | Spiel um Platz 3 | Spiel um Platz 3 | Spiel um Platz 3 |
|  |            |             |            |    |             | B2               | Frankreich       | 0                |
|  | A2         | Spanien     | 2          |    |             |                  |                  |                  |
|  |            |             |            |    |             | 15:30 Uhr        |                  |                  |

### Halbfinale
| Datum                 | Team 1      | Team 2     | Ergebnis  |
| --------------------- | ----------- | ---------- | --------- |
| 14. August 2025 17:00 | Niederlande | Frankreich | 3:1 (1:0) |
| 14. August 2023 20:00 | Deutschland | Spanien    | 4:1 (2:1) |

### Spiel um Platz 3
| Datum                 | Team 1     | Team 2  | Ergebnis  |
| --------------------- | ---------- | ------- | --------- |
| 16. August 2025 15:30 | Frankreich | Spanien | 0:2 (0:0) |

### Finale
| Datum                 | Team 1      | Team 2      | Ergebnis         |
| --------------------- | ----------- | ----------- | ---------------- |
| 16. August 2025 18:00 | Niederlande | Deutschland | 2:5 SO (1:0;1:1) |

## Medaillengewinner
| Platz | Land        | Sportler |
| ----- | ----------- | --- |
| 1     | Deutschland | Alexander Stadler, Jean-Paul Danneberg, Mats Grambusch, Lukas Windfeder, Raphael Hartkopf, Benedikt Schwarzhaupt, Johannes Große, Thies Prinz, Paul-Philipp Kaufmann, Teo Hinrichs, Tom Grambusch, Gonzalo Peillat, Justus Weigand, Michel Struthoff, Erik Kleinlein, Hannes Müller, Malte Hellwig, Moritz Ludwig |
| 2     | Niederlande | Maurits Visser, Derk Meijer, Jip Janssen, Lars Balk, Thijs van Dam, Thierry Brinkman, Koen Bijen, Jorrit Croon, Terrance Pieters, Justen Blok, Derck de Vilder, Floris Wortelboer, Olivier Hortensius, Tjep Hoedemakers, Joep de Mol, Steijn van Heijningen, Tijmen Reyenga, Floris Middendorp                    |
| 3     | Spanien     | Luis Calzado, Rafael Revilla, Alejandro Alonso, Jordi Bonastre, Xavier Gispert, Marc Recasens, Álvaro Iglesias, José Basterra, Gerard Clapes, Marc Reyne, Marc Miralles, Pepe Cunill, Joaquín Menini, Borja Lacalle, Pol Cabre Verdiell, Marc Vizcaino, Bruno Font, Nicolas Alvarez                               |

## Abschlusstabelle
| Pl. | Mannschaft  |
| --- | ----------- |
|     | Deutschland |
|     | Niederlande |
|     | Spanien     |
| 4   | Frankreich  |
| 5   | Belgien     |
| 6   | England     |
| 7   | Polen       |
| 8   | Österreich  |

Legende: Abstieg in die EuroHockey Championship II